# Radovan Vlajković
Radovan Vlajković (cyr. Радован Влајковић; ur. 18 listopada 1922, zm. 12 listopada 2001) – serbski i jugosłowiański polityk, Przewodniczący Prezydium Jugosławii.

## Życiorys
Od 1941 uczestniczył w walkach narodowowyzwoleńczych. Od 1943 należał do KP Jugosławii (od 1952 – ZKJ). W latach 1963–1967 i ponownie od 1974 do 1981 był przewodniczącym Prezydium Socjalistycznego Okręgu Autonomicznego Wojwodiny. Od 1974 do 1982 był członkiem Prezydium Komitetu Okręgowego Związku Komunistycznego Wojwodiny. Od 1978 był członkiem KC ZKJ. Od 1981 członek Prezydium SFRJ, w latach 1984–1985 jej wiceprzewodniczący, a od 15 maja 1986 do 15 maja 1987 był jej przewodniczącym.
Odznaczony m.in. Krzyżem Wielkim Orderu Białej Róży (1986).